# Ожвар, Андраш
Андраш Ожвар (венг. András Ozsvár; род. 19 февраля 1957, Чонград, Чонград) — венгерский дзюдоист, 6-кратный чемпион Венгрии, призёр чемпионатов Европы и мира, бронзовый призёр летних Олимпийских игр 1980 года в Москве.

## Карьера
Выступал в тяжёлой (свыше 95 кг) и абсолютной весовых категориях. 6-кратный чемпион Венгрии в 1979—1982 годах. Победитель и призёр многих престижных международных турниров. Бронзовый (1981 и 1982 годы) и серебряный (1982 год) призёр чемпионатов Европы. Бронзовый призёр чемпионатов мира 1981 и 1983 годов. На соревнованиях «Дружба-84» в Варшаве занял 5-е место.
На Олимпиаде 1980 года в Москве Ожвар победил представителя Польши Войцеха Решко и бельгийца Роберта Ван де Валле, но уступил французу Анджело Паризи. В утешительной схватке Ожвар победил советского дзюдоиста Сергея Новикова и завоевал бронзовую медаль Олимпиады.